# ستيف غريغوري
ستيف غريغوري (بالإنجليزية: Steve Gregory)‏ هو لاعب كرة قدم أمريكية أمريكي، ولد في 8 يناير 1983 في بروكلين في الولايات المتحدة.

## وصلات خارجية
- ستيف غريغوري على موقع مرجع كرة القدم المحترفة.كوم (الإنجليزية)
- ستيف غريغوري على موقع كلية كرة القدم في سبورتس رفرنس.كوم (الإنجليزية)